# Тополовград (община)
Община Топòловград се намира в Южна България и е една от съставните общини на област Хасково.

## География

### Географско положение, граници, големина
Общината е разположена в североизточната част на област Хасково. С площта си от 710,877 km2 заема 3-то място сред 11-те общини на областта, което съставлява 12,84% от територията на областта. Границите ѝ са следните:
- на юг – община Свиленград;
- на югозапад – община Харманли;
- на запад – община Гълъбово, област Стара Загора;
- на северозапад – община Раднево, област Стара Загора;
- на север – община Тунджа, област Ямбол;
- на североизток и изток – община Елхово, област Ямбол;
- на югоизток – Турция.

### Природни ресурси

#### Релеф
Релефът на общината е равнинен, хълмист и ниско планински, като територията ѝ основно заема северните, североизточните и източните разклонения на планината Сакар. На границата с община Свиленград се издига най-високата точка на планината и на цялата община Тополовград – връх Вишеград 856,1 m.
В крайния североизточен ъгъл на общината се простира югозападната, най-ниска част на Елховското поле.
Районът източно от долината на река Тунджа (землището на село Срем) се заема от крайните западни, най-ниски части на Дервентските възвишения с максимална височина в пределите на общината 253,7 m н.в.
Най-ниската точка на община Тополовград се намира източно от село Присадец, на границата с Турция, в коритото на река Тунджа – 54 m н.в.

#### Води
По източната и югоизточната граница на общината (частично в нейна територия) протича около 45 km от долното течение на река Тунджа. Тя навлиза в общината североизточно от село Княжево и тече на юг-югозапад през югозападната част на Елховското поле. След село Княжево тя навлиза в дългия 8 km и живописен Сремски пролом между Сакар планина на запад и Дервентските възвишения на изток. Той е тесен, 100 – 200 m, със стръмни и голи склонове, с каменисто и неравно корито на реката. Между селата Срем и Устрем има малко уширение от 0,8 – 1 km, след което до напускането си на България долината ѝ става пак тясна с обезлесени склонове и на места почти каньоновидна.
Североизточно от село Княжево в нея отдясно се влива Синаповска река (50 km), цялото течение на която преминава по територията на община Тополовград. Тя извира под името Голямата река на 574 m н.в. в Сакар планина, на 3 km северно от връх Вишеград. До село Доброселец протича в тясна долина, в началото на северозапад, а след това на североизток. След устието на левия си приток Смесената река се нарича Синаповска река. След селото реката рязко сменя посоката си на изток и югоизток и протича между северните разклонения на Сакар планина на юг и Манастирските възвишения на север. В този участък долината ѝ значително се разширява и е с асиметричен профил – с по-стръмни десни (южни) склонове. След село Синапово навлиза в югозападната част на Елховското поле и си влива отдясно в река Тунджа на 96 m н.в., на 1 км североизточно от село Княжево. Площта на водосборния ѝ басейн е 871 km2, което представлява 10,33 % от водосборния басейн на Тунджа.
В западната част на общината, през селата Орлов дол и Владимирово протича горното течение на река Соколица (ляв приток на Сазлийка, от басейна на Марица). Тя води началото си под името Сакарско дере на 713 m н.в. в южното подножиена връх Боговец (738 m) в планината Сакар. До село Орлов дол долината ѝ е дълбока и ориентирана на север, всечена в младолевантийска акумулационна повърхнина. След това завива на запад, протича в широка долина с малък надлъжен наклон и западно от село Владимирово напуска пределите на общината.

### Населени места
Общината се състои от 21 населени места. Списък на населените места, подредени по азбучен ред, население и площ на землищата им:
| Населено място        | Пребр. на населението през 2021 г. | Площ на землището (в км2) | Забележка (старо име) | Населено място | Пребр. на населението през 2021 г. | Площ на землището (в км2) | Забележка (старо име)           |
| Българска поляна      | 139                                | 45,692                    | Каур алан             | Радовец        | 547                                | 44,661                    | Татар кьой, Константиново       |
| Владимирово           | 20                                 | 10,073                    | Хадър                 | Сакарци        | 8                                  | 17,105                    | Крушево                         |
| Доброселец            | 90                                 | 17,683                    | Явуз дере             | Светлина       | 77                                 | 30,359                    | Шевкуларе                       |
| Каменна река          | 31                                 | 23,094                    | Каялъ дере            | Синапово       | 381                                | 43,947                    | Синаплии                        |
| Капитан Петко войвода | 84                                 | 22,642                    | Дуганово              | Срем           | 360                                | 36,305                    |                                 |
| Княжево               | 247                                | 24,840                    | Шахлии                | Тополовград    | 4622                               | 96,815                    | Каваклии                        |
| Мрамор                | 277                                | 27,226                    | Ново село             | Устрем         | 747                                | 58,015                    | Вакъф, Ваково                   |
| Орешник               | 414                                | 33,339                    | Козлуджа              | Филипово       | 12                                 | 14,857                    | Хамидие                         |
| Орлов дол             | 354                                | 60,100                    | Минечево, Стъклево    | Хлябово        | 497                                | 52,666                    | Гердеме                         |
| Планиново             | 11                                 | 20,457                    | Крумово               | Чукарово       | 17                                 | 15,303                    | Чукур кьой                      |
| Присадец              | 6                                  | 15,698                    | Армутлар              | ОБЩО           | 8941                               | 710,877                   | няма населени места без землища |

## Административно-териториални промени
- Приказ № 19/обн. 18.12.1882 г. преименува с. Хадър на с. Владимирово.
- Указ № 161/обн. 30.03.1889 г. признава н.м. Крумово за отделно населено място – с. Крумово.
- Указ № 341/обн. 10.07.1899 г. преименува с. Татар кьой на с. Константиново.

- Указ № 462/обн. 21.12.1906 г. преименува:

– с. Каур алан на с. Българска поляна;
– с. Шевкуларе на с. Светлина;
– с. Минечево на с. Стъклево;
– с. Гердеме на с. Хлябово.
- МЗ № 2820/обн. 14.08.1934 г. преименува:

– с. Явуз дере на с. Доброселец;
– с. Каялъ дере на с. Каменна река;
– с. Шахлии на с. Княжево;
– с. Козлуджа на с. Орешник;
– с. Стъклево на с. Орлов дол;
– с. Армутлар на с. Присадец;
– с. Синаплии на с. Синапово;
– с. Вакъф (Ваково) на с. Устрем;
– с. Хамидие (Татар кьой) на с. Филипово;
– с. Чукур кьой на с. Чукарово.
- МЗ № 3008/обн. 01.09.1934 г. преименува гр. Каваклии на гр. Тополовград.
- Указ № 3/обн. 11 януари 1950 г. преименува:

– с. Крумово на с. Планиново;
– с. Ново село на с. Мрамор;
– с. Константиново на с. Радовец;
– с. Крушево на с. Сакарци.
- Указ № 2902/обн. 29.12.1989 г. преименува с. Дуганово на с. Капитан Петко войвода.

### Принадлежност и спорове
До 1987 г. общината е част от Ямболски окръг. С Указ № 2704, обн. ДВ бр. 67/28.08.1987 г. община Тополовград преминава в границите на област Хасково. Въпреки че вече е част от друга област, тя е в Съдебен район Ямбол. 
През 2002 г. се провежда местен референдум с въпрос за отделяне на община Тополовград от област Хасково по решение на Тополовградския общински съвет, въпреки че то е спряно от областния управител на Хасково Георги Зарчев. Гласуват 47 % от имащите право, всички „за“ отделянето от област Хасково. Резултатът не е признат, защото по закон се изисква да са гласували повече от 50 %. Заповедта на областния управител на Хасково за спирането на решението на Общинския съвет за провеждането на референдума е обжалвана в Ямболския окръжен съд, но той я потвържда и постановява разходите да бъдат възстановени в местния бюджет. Изразходените 5000 лв. са платени лично от кмета на Тополовград Данчо Трифонов. 
През 2021 г. гражданско сдружение „Родолюбие“ от с. Устрем изпраща протестно писмо до министър-председателя Бойко Борисов, областния управител на Хасково, кметовете на Тополовград и Хасково и председателя на местния общинския съвет в Тополовград срещу „дискриминационното отношение на областните институции към община Тополовград по отношение на отпуснатите средства от правителството за област Хасково и разпределението им по общини“. В писмото се посочва, че „с ПМС от 15 декември 2020 г. правителството е отпуснало 20 889 000 лева за област Хасково, но от тях няма предвидени за Тополовград. Пътищата в община Тополовград са разбити и са предпоставка за катастрофи и произшествия, за разлика от съседните общини Тунджа и Елхово, където са асфалтирани.“ Отново се отправя искане за провеждане на общински референдум за отделяне от област Хасково и преминаване към друга област – Ямбол или Стара Загора. Посочват се аргументи: „Разстоянието от Тополовград до Хасково е 86 км, а до Ямбол – 55 км. Освен това пътят до Хасково е през Сакар планина и през зимата е непроходим, което затруднява най-вече транспортирането на тежко болни или родилки до областното здравно заведение.“ ,

## Население
Численост на населението според преброяванията през годините: 
| Година на преброяване | Численост |
| 1934                  | 28 825    |
| 1946                  | 31 380    |
| 1956                  | 32 238    |
| 1965                  | 28 020    |
| 1975                  | 23 910    |
| 1985                  | 21 145    |
| 1992                  | 19 075    |
| 2001                  | 15 414    |
| 2011                  | 11 681    |
| 2021                  | 8941      |

### Етнически състав
Преброяване на населението през 2011 г.
Численост и дял на етническите групи според преброяването на населението през 2011 г., по населени места (подредени по численост на населението):
| Населено място        | Численост | Численост | Численост | Численост | Численост | Численост           | Численост     | Населено място        | Дял (в %) | Дял (в %) | Дял (в %) | Дял (в %) | Дял (в %)           | Дял (в %)     |
| Населено място        | Общо      | Българи   | Турци     | Цигани    | Други     | Не се самоопределят | Не отговорили | Населено място        | Българи   | Турци     | Цигани    | Други     | Не се самоопределят | Не отговорили |
| Общо                  | 11 681    | 10 049    | 27        | 982       | 41        | 30                  | 552           | 100,00                | 86,02     | 0,23      | 8,40      | 0,35      | 0,25                | 4,72          |
| --------------------- | --------- | --------- | --------- | --------- | --------- | ------------------- | ------------- | --------------------- | --------- | --------- | --------- | --------- | ------------------- | ------------- |
| Тополовград           | 5588      | 5013      | 4         | 369       | 12        | 11                  | 179           | Тополовград           | 89,71     | 0,07      | 6,60      | 0,21      | 0,19                | 3,20          |
| Българска поляна      | 189       | 160       | 0         | 29        | 0         | 0                   | 0             | Българска поляна      | 84,65     | 0,00      | 15,34     | 0,00      | 0,00                | 0,00          |
| Владимирово           | 35        | 34        |           | 0         | 0         |                     | 0             | Владимирово           | 97,14     |           | 0,00      | 0,00      |                     | 0,00          |
| Доброселец            | 138       | 103       | 0         | 30        |           |                     | 1             | Доброселец            | 74,63     | 0,00      | 21,73     |           |                     | 0,72          |
| Каменна река          | 91        | 91        | 0         | 0         | 0         | 0                   | 0             | Каменна река          | 100,00    | 0,00      | 0,00      | 0,00      | 0,00                | 0,00          |
| Капитан Петко войвода | 151       | 48        | 0         | 0         | 0         | 0                   | 103           | Капитан Петко войвода | 31,78     | 0,00      | 0,00      | 0,00      | 0,00                | 68,21         |
| Княжево               | 357       | 284       | 6         | 20        | 10        | 3                   | 34            | Княжево               | 79,55     | 1,68      | 5,60      | 2,80      | 0,84                | 9,52          |
| Мрамор                | 427       | 376       |           | 38        | 6         |                     | 6             | Мрамор                | 88,05     |           | 8,89      | 1,40      |                     | 1,40          |
| Орешник               | 577       | 521       | 0         | 51        |           |                     | 2             | Орешник               | 90,29     | 0,00      | 8,83      |           |                     | 0,34          |
| Орлов дол             | 485       | 344       | 3         | 136       | 0         | 0                   | 2             | Орлов дол             | 70.92     | 0,61      | 28,04     | 0,00      | 0,00                | 0,41          |
| Планиново             | 38        | 31        | 0         | 6         |           |                     | 0             | Планиново             | 81,57     | 0,00      | 15,78     |           |                     | 0,00          |
| Присадец              | 9         | 9         | 0         | 0         | 0         | 0                   | 0             | Присадец              | 100,00    | 0,00      | 0,00      | 0,00      | 0,00                | 0,00          |
| Радовец               | 718       | 650       |           | 55        | 5         |                     | 5             | Радовец               | 90,52     |           | 7,66      | 0,69      |                     | 0,69          |
| Сакарци               | 11        | 11        | 0         | 0         | 0         | 0                   | 0             | Сакарци               | 100,00    | 0,00      | 0,00      | 0,00      | 0,00                | 0,00          |
| Светлина              | 152       | 148       |           | 3         | 0         |                     | 0             | Светлина              | 97,36     |           | 1,97      | 0,00      |                     | 0,00          |
| Синапово              | 537       | 351       | 0         | 18        |           |                     | 167           | Синапово              | 65,36     | 0,00      | 3,35      |           |                     | 31,09         |
| Срем                  | 459       | 409       | 4         | 27        |           |                     | 18            | Срем                  | 89,10     | 0,87      | 5,88      |           |                     | 3,92          |
| Устрем                | 999       | 814       | 5         | 139       |           |                     | 31            | Устрем                | 81,48     | 0,50      | 13,91     |           |                     | 3,10          |
| Филипово              | 14        | 14        | 0         | 0         | 0         | 0                   | 0             | Филипово              | 100,00    | 0,00      | 0,00      | 0,00      | 0,00                | 0,00          |
| Хлябово               | 656       | 591       | 0         | 61        |           |                     | 1             | Хлябово               | 90,09     | 0,00      | 9,29      |           |                     | 0,15          |
| Чукарово              | 50        | 47        | 0         | 0         | 0         |                     | 3             | Чукарово              | 94,00     | 0,00      | 0,00      | 0,00      | 0,00                | 6,00          |

### Вероизповедания
Численост и дял на населението по вероизповедание според преброяването на населението през 2011 г.: 
|                     | Численост | Дял (в %) |
| Общо                | 11 681    | 100,00    |
| Православие         | 8725      | 74,69     |
| Католицизъм         | 54        | 0,46      |
| Протестантство      | 66        | 0,56      |
| Ислям               | 27        | 0,23      |
| Друго               | 11        | 0,09      |
| Нямат               | 366       | 3,13      |
| Не се самоопределят | 439       | 3,75      |
| Непоказано          | 1993      | 17,06     |

## Политика

### Общински съвет
Състав на общинския съвет, избиран на местните избори през годините:
| Партия, коалиция или инициативен комитет | 2003    | 2007    | 2011    | 2015    | 2019    |
| Избирателна активност по време на изборите | 66,07 % | 69,73 % | 66,06 % | 72,87 % | 61,33 % |
| Общ брой места | 17      | 17      | 17      | 17      | 17      |
| --- | ------- | ------- | ------- | ------- | ------- |
| Българска социалистическа партия | 9       |         | 3       |         |         |
| Национално движение „Симеон Втори“ | 3       |         |         |         |         |
| Съюз на демократичните сили | 2       |         |         |         |         |
| Българска социалдемокрация | 1       |         |         |         |         |
| Зелена партия | 1       | 5       |         |         |         |
| Рома | 1       |         |         |         |         |
| Коалиция „БСП – БСД“ (Българска социалистическа партия, Българска социалдемокрация) |         | 4       |         |         |         |
| Български демократичен център (ЛИДЕР) |         | 3       |         |         | 2       |
| Коалиция „ГЕРБ – ВМРО“ (ГЕРБ, ВМРО – Българско национално движение) |         | 2       |         |         |         |
| Коалиция „Заедно за община Тополовград“ (Съюз на демократичните сили, Национално движение „Симеон Втори“, Демократи за силна България, Български земеделски народен съюз - Народен съюз (ЗНС)) |         | 2       |         |         |         |
| Стоян Тонев Тонев – инициативен комитет |         | 1       |         |         |         |
| Коалиция „За възраждане на община Тополовград“ |         |         | 4       |         |         |
| Единна народна партия |         |         | 4       |         |         |
| ГЕРБ |         |         | 3       | 5       | 5       |
| Ред, законност и справедливост |         |         | 3       |         |         |
| Коалиция „Възраждане“ |         |         |         | 7       |         |
| Коалиция „ЗА община Тополовград“ |         |         |         | 3       |         |
| Алтернатива за българско възраждане |         |         |         | 1       |         |
| Национален фронт за спасение на България |         |         |         | 1       |         |
| Възраждане |         |         |         |         | 8       |
| БСП за България |         |         |         |         | 2       |

### Кметства
Резултати от местните избори за кметове на кметства, според листата на излъчване:
| Партия, коалиция или инициативен комитет | 2003 | 2007 | 2011 | 2015 | 2019 |
| Общ брой на кметствата | 9    | 7    | 8    | 11   | 6    |
| --- | ---- | ---- | ---- | ---- | ---- |
| ГЕРБ |      |      | 2    | 3    | 3    |
| Възраждане |      |      |      |      | 1    |
| БСП за България |      |      |      |      | 1    |
| Съюз на демократичните сили | 1    |      |      |      | 1    |
| Коалиция „Възраждане“ |      |      |      | 4    |      |
| Коалиция „ЗА община Тополовград“ |      |      |      | 4    |      |
| Единна народна партия |      |      | 3    |      |      |
| Коалиция „За възраждане на община Тополовград“ |      |      | 2    |      |      |
| Ред, законност и справедливост |      |      | 1    |      |      |
| Коалиция „ГЕРБ – ВМРО“ (ГЕРБ, ВМРО – Българско национално движение) |      | 3    |      |      |      |
| Коалиция „Заедно за община Тополовград“ (Съюз на демократичните сили, Национално движение „Симеон Втори“, Демократи за силна България, Български земеделски народен съюз - Народен съюз (ЗНС)) |      | 2    |      |      |      |
| Коалиция „БСП – БСД“ (Българска социалистическа партия, Българска социалдемокрация) |      | 1    |      |      |      |
| Зелена партия |      | 1    |      |      |      |
| Българска социалистическа партия | 4    |      |      |      |      |
| Българска социалдемокрация | 1    |      |      |      |      |
| Национално движение „Симеон Втори“ | 1    |      |      |      |      |
| Български земеделски народен съюз - Народен съюз | 1    |      |      |      |      |
| Инициативен комитет | 1    |      |      |      |      |

## Транспорт
През общината преминават частично 6 пътя от Републиканската пътна мрежа на България с обща дължина 140,4 km:
- участък от 36,5 km от Републикански път II-76 (от km 1,6 до km 38,1);
- последният участък от 33,5 km от Републикански път III-559 (от km 3,3 до km 36,8);
- началният участък от 32,8 km от Републикански път III-761 (от km 0 до km 32,8);
- последният участък от 13,6 km от Републикански път III-5505 (от km 3,2 до km 16,8);
- началният участък от 9,3 km от Републикански път III-7602 (от km 0 до km 9,3);
- началният участък от 14,7 km от Републикански път III-7612 (от km 0 до km 14,7).

## Топографска карта
- Лист от карта K-35-65. Мащаб: 1 : 100 000.
- Лист от карта K-35-66. Мащаб: 1 : 100 000.
- Лист от карта K-35-77. Мащаб: 1 : 100 000.
- Лист от карта K-35-78. Мащаб: 1 : 100 000.